# Maurice Trintignant
Maurice Bienvenu Jean Paul Trintignant (30. října 1917 – 13. února 2005) byl francouzský automobilový závodník a pilot formule 1 v letech 1950 – 1964.

## Formule 1
- 1950 – Equipe Gordini – 0 bodů
- 1951 – Equipe Gordini – 0 bodů
- 1952 – Ecurie Rosier, Equipe Gordoni – 2 body – 21. místo
- 1953 – Equipe Gordini – 4 body – 11. místo
- 1954 – Ecurie Rosier, Scuderia Ferrari – 17 bodů – 4. místo
- 1955 – Scuderia Ferrari – 11,33 bodu – 4. místo
- 1956 – Vandervell Products Ltd. , Automobiles Bugatti – 0 bodů
- 1957 – Scuderia Ferrari – 5 bodů – 13. místo
- 1958 – Rob Walker Racing Team, Scuderia Centro Sud, BRM – 12 bodů – 7. místo
- 1959 – Rob Walker Racing Team – 19 bodů – 5. místo
- 1960 – Rob Walker Racing Team, Scuderia Centro Sud, David Brown Corporation – 0 bodů
- 1961 – Scuderia Serenissima – 0 bodů
- 1962 – Rob Walker Racing Team – 0 bodů
- 1963 – Reg Parnell Racing, Scuderia Centro Sud – 0 bodů
- 1964 – Maurice Trintignant (soukromě přihlášené BRM) 2 body – 17. místo

## Bilance v F1
- Aktivní roky: 1950 – 1964
- Týmy: Gordini, Ecurie Rosier, Ferrari, Vanwall, Rob Walker Racing Team, Scuderia Centro Sud, Bugatti, Aston Martin, BRM, Scuderia Seressima, Reg Parnell Racing
- Vozy: Gordini, Ferrari, Vanwall, Bugatti, Cooper, Maserati, BRM, Aston Martin, Lotus, Lola,
- Závody: 84
- Výhry: 2
- Pódia: 10
- Body: 72,33
- Pole position: 0
- Nejrychlejší kola: 1